# ماهی خال‌خالی آتکا
ماهی خط‌خطی (نام علمی: Pleurogrammus monopterygius) نام یک گونه از تیره درازماهیان سبز است.